# Laphria carolinensis
Laphria carolinensis là một loài ruồi trong họ Asilidae. Laphria carolinensis được Schiner miêu tả năm 1867. Loài này phân bố ở vùng Tân Bắc giới.